# Paul Texier

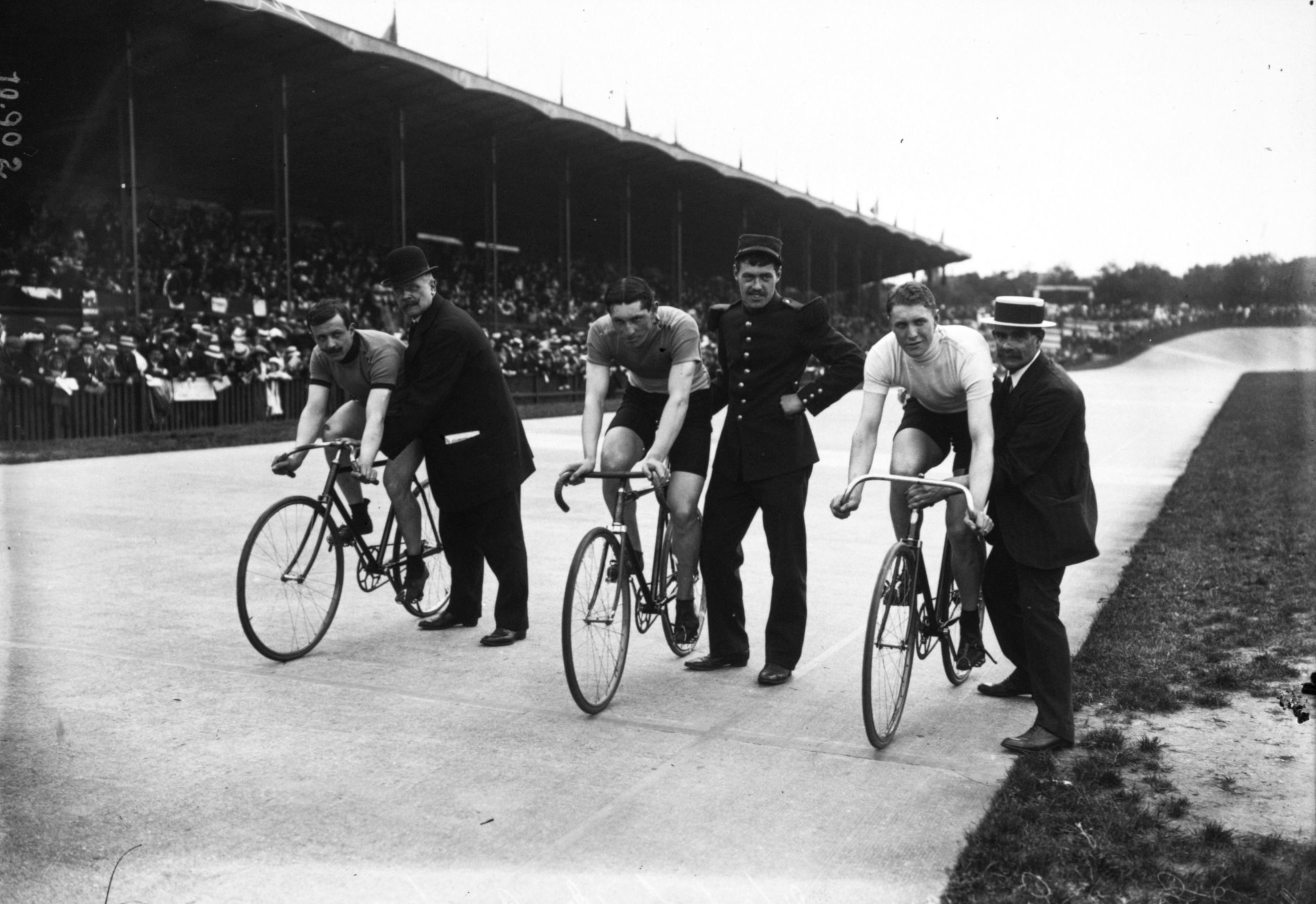
Start zum Grand Prix de Paris 1910 (v. l. n. r.): William Bailey, Paul Texier und Émile Demangel

Paul Gabriel Texier (* 28. April 1889 in Paris; † 29. Februar 1972 in Paris) war ein französischer Radrennfahrer.
1908, bei den Olympischen Spielen in London, startete Paul Texier in fünf verschiedenen Rennen auf der Bahn; im 100-Kilometer-Rennen hinter motorisierten Schrittmachern erzielte er sein bestes Ergebnis und wurde Fünfter. Bei den UCI-Bahn-Weltmeisterschaften 1910 in Brüssel wurde er Dritter im Sprint der Amateure, sorgte allerdings für einen Eklat: Er hielt den deutschen Fahrer Karl Neumer fest, um so den Sieg des Briten William Bailey zu ermöglichen. Daraufhin erklärten die deutschen Vertreter, an keinem Rennen mehr teilzunehmen, bevor diese Angelegenheit nicht zufriedenstellend geklärt sei. Zwar wurde Bailey letztlich zum Sieger und Texier zum Dritten erklärt, aber er wurde mit einer anschließenden dreimonatigen Sperre belegt.
1909 und 1910 belegte Texier jeweils den zweiten Platz beim Grand Prix de Paris. Anschließend wurde er Profi und belegte 1922 jeweils den dritten Platz bei der französischen Sprintmeisterschaft sowie beim Grand Prix d’Angers. 1927 trat er vom Radsport zurück.